# 百鬼夜行 (歌曲)
《百鬼夜行》是香港組合SENZA A Cappella的第九首原創單曲，第八首派台歌曲，於2023年10月16日發行，此歌是《群魔亂舞》的下集，其後收錄於他們的大碟《無 (專輯)》，並演唱於《無》演唱會。歌曲講述人內心黑暗的選擇和本性。

## 創作背景
世界的紛亂、疫症、戰禍頻生，而他們的發生源之於人類內心黑暗的選擇和本性，所以Peace Lo想為《群魔亂舞》製造一個下集，由大環境慢慢縮小談到自身，由外到內描寫人黑暗的想法。

## 詞曲
人的內心壓抑使人的本性開始變得醜陋和壞，甚至失去本性而自私地「貪嗔癡」。當人面對一些關口，有些人會讓心中的鬼作亂，隨百鬼之流，有些人會釋出善意去化解，謹守普世價值。每個人自己的修維，但選擇永遠在於自己。
作曲和編曲方面，SENZA A Cappella首次利用Loop Station即時錄音及播放方法建構節奏及低音聲部，使某些成員能唱主音等。三位男成員（符家浚、Dennis Tsui、King Lam）都有唱主音的部分，而各自有不同的演繹方式，飾演不同的「鬼」。成員曾經想加入饒舌的元素，但後來被推卸。

## 音樂錄像
MV拍攝於夜晚無人的場面，邀請了舞蹈員以飾演一隻「鬼」，而各成員則化裝成恐怖的樣子演唱這歌。
這MV亦成SENZA A Cappella首次運用AI元素製作MV，令MV更加多元化和恐怖。

## 製作
歌曲由符家浚填詞，Peace Lo作曲和編曲，SENZA A Cappella監製，成為SENZA A Cappella第一首沒有邀請曲詞人製作的歌曲。
音樂錄像：
- 導演：Lamu Cheung
- 演員 / 舞蹈員： SZE YAN KWOK
- 領班：Manson Chan
- 電工：Cho Chan
- 製作助理：Amber Ho
- 標題設計師：Miri Leung
- 編輯：Lamu Cheung
- 髮型：Euling Chow
- 化妝：Charlotte Lau
- 造型：Peace Lo, Miri Leung

## 歌曲成績
| 派台歌曲成績（五台） | 派台歌曲成績（五台） | 派台歌曲成績（五台） | 派台歌曲成績（五台） | 派台歌曲成績（五台） | 派台歌曲成績（五台） | 派台歌曲成績（五台） | 派台歌曲成績（五台） |
| -------------------- | -------------------- | -------------------- | -------------------- | -------------------- | -------------------- | -------------------- | -------------------- |
| 唱片                 | 曲目                 | 903                  | RTHK                 | 997                  | TVB                  | ViuTV                | 備註                 |
| 2020年               |                      |                      |                      |                      |                      |                      |                      |
| 無                   | 百鬼夜行             | -                    | -                    | -                    | ×                    | -                    |                      |

- （*）上榜中
- （-）未能上榜
- （×）沒有派往該台
- （(1)）兩週冠軍